# Mô
Mô là một tập hợp tế bào chuyên hóa (cùng chất gian bào),có cấu tạo giống nhau cùng nhau thực hiện một chức năng nào đó trong cơ thể người và động vật. Cơ thể người động vật là một hệ thống nhất, toàn vẹn, có thể chia thành nhiều mức độ tổ chức khác nhau, với mức độ lớn nhất là cơ thể rồi đến hệ thống cơ quan, cơ quan, mô, tế bào và phân tử.

## Định nghĩa
Một tập hợp gồm các tế bào chuyên hóa, có cấu tạo giống nhau, đảm nhận chức năng nhất định gọi là mô. Ở một số loại mô còn có các yếu tố không có cấu trúc tế bào như huyết tương trong máu; calci, phosphor và chất cốt giao trong xương.

## Phân loại
Trong cơ thể người và động vật gồm bốn loại mô chính:
1) Mô biểu bì: gồm các tế bào xếp sít nhau, xen kẽ là tế bào tuyến, chất gian bào rất ít hoặc không đáng kể, phủ ngoài cơ thể, lót trong các cơ quan rỗng như ống tiêu hóa, dạ con, bóng đái,... có chức năng bảo vệ, hấp thụ và bài tiết.
- Gồm hai loại: 
- Biểu bì bao phủ: 
  - Vị trí: phủ ngoài da lót trong các cơ quan rỗng: ruột, bóng đái, thực quản, khí quản, khoang miệng
  - Cấu tạo: thường có 1 hay nhiều lớp tế bào có hình dáng giống nhau hay khác nhau

- Biểu bì tuyến: 
  - Vị trí: nằm trong cá tuyến của cơ thể
  - Chức năng: tiết các chất cần thiết cho cơ thể (tuyến nước bọt, tuyến nội tiết,...) hay bài xuất ra khỏi cơ thể những chất không cần thiết (tuyến mồ hôi)

2) Mô liên kết: có ở tất cả các loại mô để liên kết các mô lại với nhau
Có hai loại mô liên kết:
- Mô liên kết dinh dưỡng (máu và [bạch huyết]
- Mô liên kết cơ học (mô [sụn] và xương)

Ngoài ra còn có mô liên kết dạng sợi vừa có chức năng [dinh dưỡng] vừa có chức năng cơ học.
- Chức năng: tạo ra bộ khung của cơ thể, neo giữ các cơ quan hoặc chức năng đệm.
- Gồm bốn loại mô chính: mô sợi, mô sụn, mô xương, mô mỡ.
- Vị trí:
  - - mô sợi:nằm ở dây chằng
  - - mô sụn:nằm ở sụn đầu xương
  - - mô xương: nằm ở xương
  - - mô mỡ: nằm ở mỡ
  - - mô máu: nằm ở trong các mạch máu và tim
- Cấu tạo: chủ yếu là phi bào, các tế bào nằm rải rác

Máu thuộc vào mô liên kết

3/ Mô cơ: gồm các tế bào có hình dạng kéo dài.
- Có ba loại mô cơ:
  - Mô cơ trơn: có hình thoi, nhọn, có 1 nhân, tạo nên thành nội quan như dạ dày, ruột, mạch máu, bóng đái,...
  - Mô cơ vân (cơ xương): tế bào có nhiều nhân, có vân ngang, bám vào xương.
  - Mô cơ tim: tạo nên thành tim, tế bào cơ tim cũng có vân giống tế bào cơ vân, tế bào phân nhánh, có 1 nhân.
- Chức năng: co, dãn, tạo nên sự vận động của các cơ quan  và cơ thể

4/ Mô thần kinh: gồm các tế bào thần kinh gọi là nơron và các tế bào thần kinh đệm có chức năng tiếp nhận kích thích, xử lý thông tin và điều khiển sự hoạt động các cơ quan và trả lời kích thích của môi trường.
- Vị trí: ở não,  tủy sống, dây thần kinh, hạch thần kinh.
- Mô xốp: là mô cấu tạo nên bộ phận sinh dục nam giới,nở to khi có máu